# Instituto Superior de Gestión
El Instituto Superior de Gestión (Institut supérieur de gestion, ISG) fue fundada en París en 1967 y es una escuela de negocios de Francia.
Desde 1997, es un miembro de IONIS Education Group y de la Conférence des grandes écoles (desde 2012). Además, es miembro de AACSB y acreditado ACBSP (Association of Collegiate Business School and Programs).

## Alumnos destacados
- Stéphan Caron, un nadador francés,
- Anne-Sophie Pic, una cocinera francesa.
- François Thiébaud, empresario, abogado y director ejecutivo francés.